# Смоленское воеводство
Смоле́нское воево́дство (лат. Palatinatus Smolencensis, пол. Województwo smoleńskie) — административно-территориальная единица в составе Великого княжества Литовского. Существовало с 1508 по 1793 год, хотя в периоды с 1514 по 1613 и с 1654 по 1793 воеводство существовало номинально. Площадь — около 53 тысяч км². Центр — город Смоленск.
На севере и востоке воеводство граничило с Великим княжеством Московским (впоследствии, Русским царством), на юге — с Мстиславским воеводством и с Северской землёй (с 1635 года — Черниговским воеводством), на западе — с Витебским воеводством.

## История
В XII веке вокруг Смоленска образовалось независимое от Киева Смоленское княжество. В 1395 году оно было подчинено великим князем литовским Витовтом и c 1404 года включено в состав Великого княжества Литовского как Смоленская земля, управляемая великокняжескими наместниками и пользовавшаяся широкой автономией. В 1508 году Смоленская земля была преобразована в воеводство.
Во время русско-литовской войны 1512—1522 годов в 1514 году Смоленск был взят русскими войсками, а по условиям заключённого в 1522 году перемирия территория Смоленского воеводства вошла в состав Русского государства.
В 1565 году, после того как царь Иван Грозный разделил Русское государство на опричнину и земщину, город Смоленск вошёл в состав последней.
В ходе войны Речи Посполитой с Россией 1609—1618 годов Смоленщина была занята польско-литовскими войсками, а в 1611 году, после почти двухлетней осады, был взят Смоленск. В связи с этим в 1613 году Сейм Речи Посполитой постановил восстановить Смоленское воеводство в составе Великого княжества Литовского. По условиям заключённого в 1618 году Деулинского перемирия Россия признала территориальные потери. В состав воеводства вошли земли Смоленщины с городами Белый, Дорогобуж, Рославль, Смоленск, Серпейск, а также московские уезды Невель и Себеж с Красным Городком, Северская земля с Трубчевским княжеством и Почепская волость.
Положение православных верующих, не перешедших в католицизм или унию, в Смоленском воеводстве было крайне тяжёлым. Согласно «Прерогативе», изданной Сигизмундом III в 1611 году, они находились вне закона. Даже после привилея Владислава IV 1633 года, по которому по всему государству за православными признавалось право на свободное вероисповедание, ситуация на Смоленщине из-за её стратегического положения и большого влияния пришлой шляхты, получившей значительные земельные наделы, продолжала быть чрезвычайно репрессивной. Благодаря этому власти Речи Посполитой рассчитывали сохранять прочный контроль над смоленской землёй.

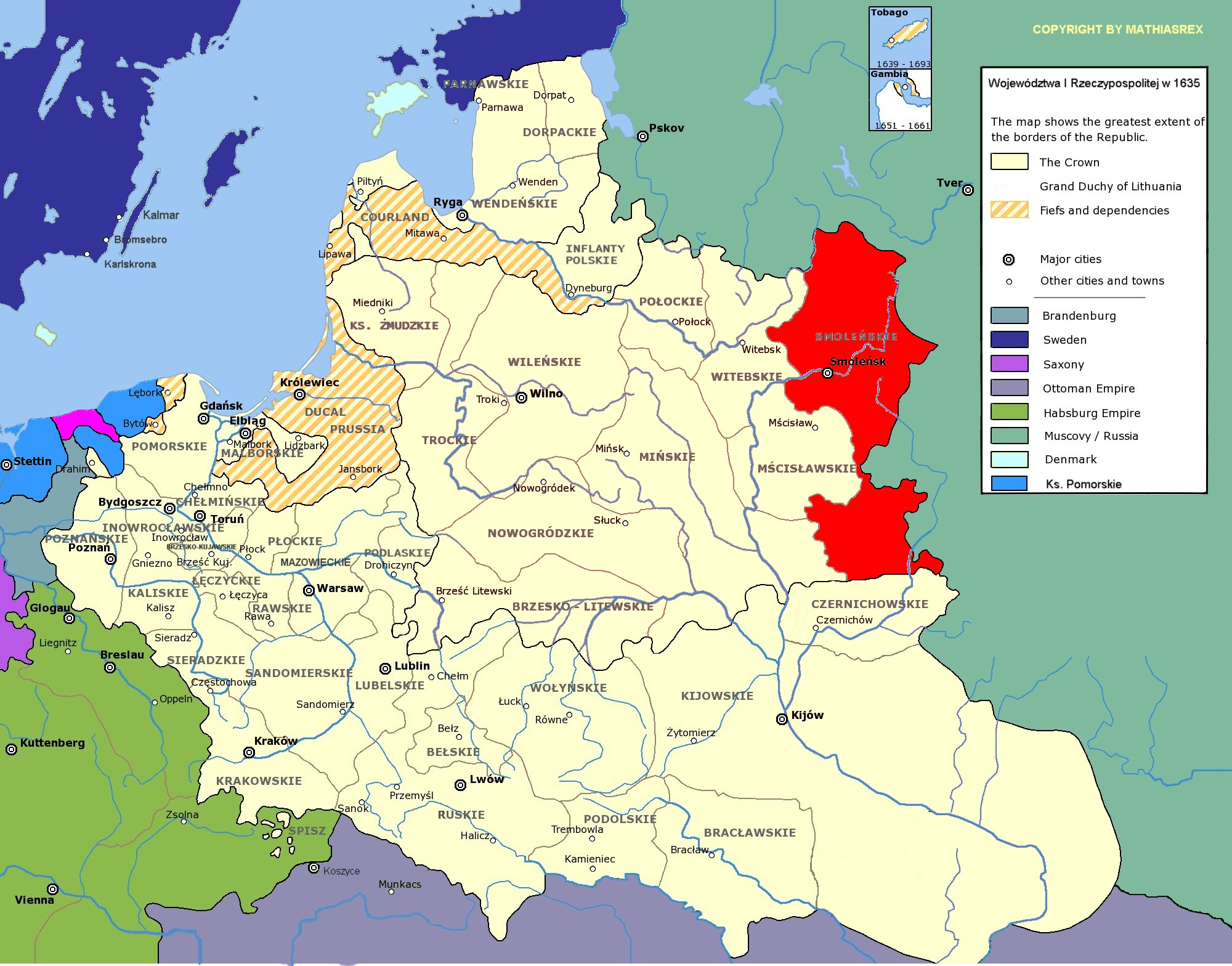
Смоленское воеводство на карте Речи Посполитой в 1635 году (выделено красным)

В 1625 году в составе воеводства был образован Стародубский повет, а земли, лежащие на север от него, образовали Смоленский повет. По итогам Смоленской войны 1632—1634 годов России отошла Серпейская волость. На оставшейся части Северщины в 1634 году было образовано Черниговское воеводство в составе Королевства Польского. В 1638 году Невельская, Себежская и Красногородская волости были переданы в состав Полоцкого воеводства. В 1644 году король польский и великий князь литовский в качестве жеста доброй воли передал России Трубчевск.
В 1620—1640-х годах на территории воеводства проведена аграрная реформа («волочная помера»), в ходе которой освобождённая земля раздавалась казакам, литовским татарам, пушкарям, другим военно-служилым людям и шляхте (на условиях ленного права). В 1633 году Криштоф Радзивилл получил в ленное владение Невельскую и Себежскую волости. В период с 1611 по 1626 годы 9 городов воеводства получили магдебургское право, в Смоленске было создано 4 ремесленных цеха.
Во время войны 1654—1667 годов Смоленское воеводство было занято русскими войсками, уже на начальном этапе войны был взят Смоленск. По итогам Андрусовского перемирия 1667 года и Вечного мира 1686 года территория воеводства вернулась в состав Русского царства, но в Речи Посполитой продолжали существовать поветовые должности Смоленского воеводства, а бежавшая с территории воеводства шляхта (эзгулянты) собирала сеймики в Вильне. В 1793 году номинально существовавшее Смоленское воеводство было ликвидировано, а должности смоленских воеводы и каштеляна были переименованы в мерецких.

## Воеводы
В период с 1514 по 1611 и с 1654 годов должность воеводы смоленского была номинальной, так как в это время воеводство не находилось под его контролем.
- Юрий Глебович (1508—1514)
- Юрий Сологуб (1514)
- Василий Тышкевич (1569—1570)
- Григорий Волович (1571—1577)
- Юрий Остик (1578—1579)
- Филон Кмита (1579—1587)
- Ян Валминский (1588—1595)
- Ян Абрамович (1596—1602)
- Пётр Дорогостайский (1605—1611)
- Николай Янович Глебович (1611—1621)
- Андрей Сапега (1621)
- Михаил Друцкий-Соколинский (1621)
- Ян Григорьевич Голубицкий-Корсак (1625)
- Александр Гонсевский (1625—1639)
- Криштоф Гонсевский (1639—1643)
- Юрий Николаевич Глебович (1643—1653)
- Павел Ян Сапега (1653; номинирован)
- Филипп Казимир Обухович (1653—1656)
- Адам Матей Сакович (1658—1662)
- Михаил Казимир Пац (1663—1667)
- Григорий Казимир Подберезский (1667—1677)
- Криштоф Есьман (1677—1686)
- Стефан Константин Песочинский (1686—1691)
- Адам Тарло (1691—1710)
- Ян Кос (1710—1712)
- Александр Ян Потоцкий (1712—1714)
- Франтишек Цетнер (1714—1732)
- Михаил Здислов Замойский (1732—1735)
- Станислав Потоцкий (1735—1744)
- Пётр Павел Сапега (1744—1771)
- Юзеф Сосновский (1771—1775)
- Юзеф Тышкевич (1775—1790)
- Франтишек Ксаверий Сапега (1790—1793)